# Kérion
Pour les articles homonymes, voir Kérion (homonymie).
 Mise en garde médicale
Le kérion est une infection suppurée du cuir chevelu due à un champignon microscopique. On le nomme également kérion de Celse ou teigne inflammatoire et suppurative.
Les champignons responsables sont essentiellement des dermatophytes anthropophiles d'origine animale, du genre Trichophyton tels que Trichophyton mentagrophytes (chevaux, souris) et Trichophyton ochraceum ou T. verrucosum (bovins) . Mais des champignons géophiles ont également été identifiés.
Le kérion est une des formes de la teigne. Il apparaît comme un placard arrondi, épais et ferme, à surface croûteuse, parsemé d'orifices folliculaires d'où sortent du pus et du sang ; les cheveux parasités s'arrachent facilement.
Il touche essentiellement le cuir chevelu chez l'enfant, et chez l'homme adulte on le retrouve surtout au niveau de la barbe, mais aussi parfois de la peau glabre. Des signes infectieux locorégionaux ou généraux peuvent l'accompagner, tels que adénopathies satellites, fièvre, courbatures, altération de l'état général.
La guérison est spontanée, elle a lieu en quelques semaines même en l'absence de traitement. Mais l'infection est destructrice et laisse une zone résiduelle d'alopécie cicatricielle inesthétique. Un traitement adapté rapidement mis en place permet de limiter la zone atteinte.

## Historique
Cette lésion est dénommée « kérion de Celse », d'après un célèbre médecin de la Rome antique, Aulus Cornelius Celsus (fin du Ier siècle av. J.‑C.. au début du Ier siècle), qui aurait été le premier à la décrire. Dans la Rome antique, le mot kérion (du grec κηρίον) désignait un alvéole d'abeille, à laquelle la lésion cutanée peut ressembler.

## Diagnostic différentiel
Un kérion, de par son aspect purulent notamment, peut être confondu avec:
- une folliculite dissécante du cuir chevelu
- toute dermatose érosive pustuleuse

## Traitement
La chute des cheveux commence dès que le champignon a atteint sa maturité, en moyenne 20 à 25 jours après la contamination. C'est souvent lorsque l'on constate la chute des cheveux que le diagnostic est réalisé. Le traitement doit être entrepris rapidement pour limiter la taille de la cicatrice.
On peut faciliter le retrait des croûtes par des pansements humides et des pulvérisations d'eau.
Le traitement repose sur l'application locale et l'administration par voie orale d'antifongiques (médicaments contre les champignons).
En première intention, la griséofulvine par voie orale est recommandée. Les comprimés doivent être pris avec un repas gras pour faciliter l'absorption. Des antifongiques plus récents tels que la terbinafine, l'itraconazole et le fluconazole peuvent également être utilisés. La durée du traitement antifongique varie de 2 à 8 semaines selon la molécule choisie et l'évolution clinique.
L'administration d'une corticothérapie systémique reste controversée.
L'ajout d'une antibiothérapie est nécessaire en cas de surinfection bactérienne, survenant fréquemment,. 
Pour augmenter la rapidité d'élimination du champignon, un champoing à base de Ciclopirox olamine peut être prescrit (exemple : Sebiprox).

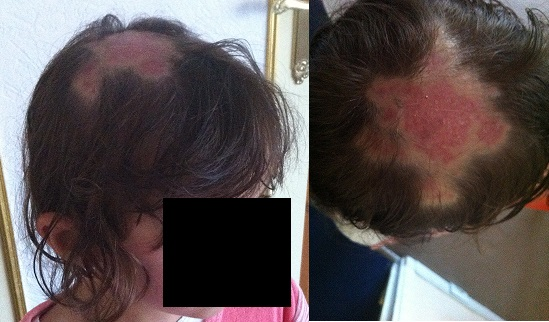
Chute des cheveux après un Kérion.

La chute des cheveux peut être assez spectaculaire, et laisser une zone chauve circulaire de 15 cm de diamètre. Cependant après le traitement, les cheveux tombés repoussent au bout de six mois à un an mais l'affection peut laisser des cicatrices et une chevelure plus clairsemée.
Dans la plupart des cas, la repousse des cheveux est totale. 
Un mois après le traitement, les cheveux sont présents sous la forme d'un duvet.